# Peter Springare
Jan Peter Axel Springare, född 8 maj 1956, är en svensk före detta polis och tidigare förundersökningsledare hos Örebropolisen, krönikör samt fritidspolitiker. I februari 2017 gjorde han ett inlägg på sin Facebook-sida om att han i sitt arbete på grova brottsroteln menade sig se en överrepresentation av gärningsmän med utländsk bakgrund. Detta gav upphov till intensiv diskussion på Facebook och i media. Han är sedan 2018 ledamot i Örebro kommunfullmäktige, där han representerar Örebropartiet.

## Det första Facebook-inlägget
Den 3 februari 2017 publicerade Springare ett inlägg på sin Facebook-sida, som snabbt fick stor spridning. I inlägget hänvisade han till sitt utredningsarbete och radade upp en lista på framförallt utländska namn och brotten de var misstänkta för. Inlägget uppfattades som att Springare uttalade sig om att människor med utländsk härkomst är överrepresenterade i de brott han utreder, vilket han också bekräftade i senare inlägg. Det gav stort gensvar inom Facebook där en grupp med namnet Stå Upp För Peter Springare inom kort tid samlade ett stort antal följare. Det väckte även reaktioner i media samt ett par anmälningar mot Springare. Den första var hets mot folkgrupp. Förundersökningen lades ner av Åklagarmyndigheten. Han blev även anmäld av sin arbetsgivare, Polismyndigheten, för dataintrång. Det ledde inte heller till åtal.
Med anledning av inlägget blev Springare också inbjuden till SVT-programmet Veckans brott, där han mötte Leif G.W. Persson.

## Peter Springares reaktion på debatten
Springare publicerade under de följande månaderna en rad uppföljande inlägg. Ett av dem lades upp den 17 mars 2017, och var menat som ett försvar från den kritik han mottagit. Han hävdar i texten att han tar avstånd från högerextremism, och uttrycker frustration mot den behandling han fått av medier. I ett stycke skrev Springare att han vill skapa ett Sverige där både invandrare och infödda svenskar får det bättre "och därigenom förinta alla de vänsterextrema journalister som förpestar debatten med sina abnorma agendor". Denna formulering medförde omfattande skriverier i svensk press. Flera av Justitieutskottets ledamöter var kritiska och menade att Springare skadade förtroendet för Polismyndigheten. Sveriges statsminister Stefan Löfven kallade Springares uttalande oacceptabelt. Springare har senare bett om ursäkt för sitt ordval och förtydligat i en intervju med nättidningen Nyheter Idag att han med "förinta" avsåg att "via demokratiska och politiska åtgärder avlägsna förutsättningarna för dessa vänsterextrema journalister att verka".
Peter Springare tog den 12 april samma år avstånd från gruppen Stå Upp För Peter Springare, som han skrev "helt har spårat ur", och sprider rasism och främlingsfientlighet som han inte ställer sig bakom. Han uppmanade de som stöttade honom att lämna gruppen och söka sig till "seriösa forum". Gruppen bytte därefter namn till #jagärsåjävlatrött samtidigt som en del kvarvarande medlemmar kritiserade Springare och kallade honom för "politiskt korrekt" och "egoist".

## Övrigt
Peter Springare accepterade i mars 2017 jämte Katerina Janouch ett erbjudande att bli krönikör på nättidningen Nyheter Idag. Springare meddelade även att de som vill följa hans uppdateringar framöver ska läsa nättidningen. Polismyndigheten inledde en utredning kring ifall Springares krönikörsuppdrag var lämpligt, vilket i sin tur ledde till att Springare anmälde sin arbetsgivare för att begränsa hans yttrandefrihet. Justitiekanslern konstaterade att polisledningen har rätt att besluta om huruvida bisysslor är lämpliga för polisanställda och lade ner ärendet. I juni 2021 blev det officiellt att Springare kommit att bli krönikör i nättidningen Bulletin.
I september 2018 omplacerades Peter Springare från befattningen som förundersökningsledare på grova brottsroteln hos Örebropolisen till en utredningsgrupp för miljöbrott. Polismyndigheten uppger att omplaceringen beror på bristande förtroende till följd av felaktigt agerande i yrkesrollen, och inte på grund av hans uttalanden 2017. Fackförbundet ST bestrider att Springare ska ha gjort något fel, och menar att förklaringen bara är ett svepskäl för att bli av med en obekväm anställd. I maj 2019 upprättade de en anmälan till Arbetsdomstolen.
I valet 2018 ställde Peter Springare upp i kommun- och regionvalet i Örebro för det lokala Örebropartiet. Detta resulterade i en plats i kommunfullmäktige i Örebro.
År 2019 gav Springare ut en bok, Peter Springare, polis - Om ett stressat våldsmonopol. Den innehåller Springares beskrivning av de strukturella problem han anser existerar inom Polismyndigheten, samt erfarenheter från hans många år i polisyrket.
I december 2019 slutade Springare som polis efter att ha blivit utköpt av Polismyndigheten.